# ウォーリス・バッジ
ウォーリス・バッジ（Sir Ernest Alfred Thompson Wallis Budge、1857年7月27日－1934年11月23日）は、イギリスの考古学者。古代エジプト・アッシリア研究者として大英博物館の責任者を長く務め、多くの業績を残したがその手法については議論を残している。

## 概要
ウォーリス・バッジは、英国のエジプト考古者、東洋哲学者、および文学家であり、大英博物館で働き、古代近東の数多くの作品を発表した。
彼は、古い遺物を買うために大英博物館に代わってエジプトとスーダンへの多数の旅行を行い、楔形文字タブレットやパピルスのコレクションを集めた。彼は、エジプト学に関する多くの著書を出版し、その発見をより多くの人に伝えるのを助けました。1920年に彼は、エジプト学と大英博物館への功績により騎士の称号を受けた。

## 生涯
1857年にコーンウォール州ボトミンに私生児として生まれる（なお、「バッジ」は母方の姓である）。母は、メアリー・アン・バッジで父親は、不明である。彼は、ロンドンの母親の叔母と祖母と一緒に住むようになった。
1869年、12歳の時にWHスミス株式会社の小売店で働き、休み時間にボランティア教師の助けを借りて、ヘブライ語とシリア語を勉強した。1872年には、大英博物館で長い時間を過ごした。ここでバッジは、古代アッシリア語に興味を持ち家庭教師は、彼にエジプト学者のサミュエル・バーチ（Samuel Birch）と彼の助手ジョージ・スミスを紹介した。バーチは、オースティン・ヘンリー・レイアード卿の本を英国図書館から彼のための本を手に入れた。1878年までバッジは、自由時間にアッシリア語を勉強した。この時、オルガン奏者のサー・ジョン・ステイナーが彼を支援しようと考え、グラッドストンらと協力してケンブリッジ大学に入学させた。
その後、1883年までケンブリッジでヘブライ語、シリア語、エチオピア語、アラビア語、セム語などを学んだ。

## 大英博物館のキャリア
苦学してケンブリッジ大学を卒業後、ウィリアム・グラッドストン首相の知遇を得て、その推薦によって大英博物館に就職する。初めバッジは、アッシリア部に任命され、すぐにエジプト部に移った。彼は、サー・ピーター・ル・ページ・レヌーフと共に古代エジプトについて研究した。
1886年以後、エジプト・メソポタミア地方に派遣されて古代遺跡の発掘調査や古遺物・古文書の収集・購入を行って大英博物館のコレクションとして資料を充実させた。
1891年にレヌーフが引退するとバッジは、エジプト・アッシリア部長になった。
1894年－1924年の30年間に渡ってエジプト・アッシリア部長を務めて、現地において数多くの調査を手がけた他、一般向けの解説書を多数執筆してオリエント地域に対するイギリス国民の関心を高めたほか、優れた観察眼で遺物の価値を判断して大英博物館のコレクションを集めた。特に彼が発掘者によって売られて市場で販売されていたアマルナ文書の一部を購入してイギリスに持ち帰り、後にウィリアム・ピートリーによって解読されたことは良く知られている。こうした功績によって彼は1920年にナイトに叙された。
その一方で彼は、出土品を時には違法な手段を用いてエジプトから搬出してイギリスに持ち帰り、その法の網を抜ける技術も抜群であった。これについてはイギリス国内でも「泥棒と同じである」との批判があった。皮肉にもアマルナ文書の解読でバッジの評価を高めるきっかけを作ったウィリアム・ピートリーが、その代表的人物であった。またアッシリア学の祖であるヘンリー・レヤードの後継者であったホルムズド・ラッサムも激しく批判してバッジとの裁判に発展している。
これに対してバッジは、他の欧米諸国も同様のことを行っていること、また現実に現地では換金目的で盗掘が行われて貴重な遺物が市場に流されてコレクターやマニアの私物となって闇に消えていること、当時の現地政府には盗掘を阻止することも博物館などを設置して出土品を適切に管理するだけの力もなく、大英博物館のような大きな博物館のコレクションになった方が全ての人の役に立つことを唱えて自己の行動を正当化した。19世紀後期から20世紀前期のかけてのエジプト・トルコ・イラクなどの国々の状況を考慮した場合、彼の主張も全く否定は出来ないものの、外国の文化遺産の収奪を密輸などの犯罪行為を含めた形で行ったのも事実であり、今日中東諸国からのイギリス政府及び大英博物館に対するコレクションの返還要求を正当化させる一因にもなっている。

## 著作
- E・A・ウォーリス・バッジ『古代エジプトの魔術―生と死の秘儀』石上玄一郎 訳、加藤富貴子 訳、平河出版社、1982年（原著1901年）。ISBN 978-4892030482。